# Boekenweekgeschenk
Das Boekenweekgeschenk (deutsch: Bücherwochengeschenk) ist eine jährliche Buchausgabe im Zusammenhang mit der niederländischen Bücherwoche (Boekenweek). Das Buch wird während der Bücherwoche von niederländischen Buchhändlern unentgeltlich an Kunden vergeben, die in ihrem Geschäft einen bestimmten Mindestbetrag ausgegeben haben (2010: Einkäufe ab 12,50 €; 2025: ab € 25,00)
Meist handelt es sich um eine Novelle, die speziell für die Bücherwoche geschrieben wird.
Der jeweilige Autor ist Hauptgast des Boekenbal (Bücherballs), mit dem die Bücherwoche eröffnet wird. Am Sonntag der Bücherwoche galt bis 2024 das Boekenweekgeschenk als Netzkarte für das niederländische Bahnnetz. Im Jahr 2025 darf man es an diesem Sonntag als Ticket zum kostenlosen Eintritt eines niederländischen Museums benutzen.
Die Tradition geht bis ins Jahr 1930 zurück, wobei es sich damals noch um kein belletristisches Werk handelte, sondern um ein Jubiläumsbuch des Verlegerverbandes Nederlandse Uitgeversbond.

## Übersicht Boekenweekgeschenken
| Jahr      | Autor                                                               | Titel                                                                   | Genre            | Thema und Besonderheiten |
| --------- | ------------------------------------------------------------------- | ----------------------------------------------------------------------- | ---------------- | --- |
| 2023      | Lize Spit                                                           | De eerlijke vinder                                                      | Novelle          | Ik ben alles |
| 2022      | Ilja Leonard Pfeijffer                                              | Monterosso mon amour                                                    | Novelle          | Eerste liefde |
| 2021      | Hanna Bervoets                                                      | Wat wij zagen                                                           | Novelle          | Tweestrijd |
| 2020      | Annejet van der Zijl                                                | Leon en Juliette                                                        | Novelle          | Rebellen en dwarsdenkers (Bücherwoche 2020: 7.–15. März 2020) |
| 2019      | Jan Siebelink                                                       | Jas van belofte                                                         | Novelle          | De moeder de vrouw (Bücherwoche 2019: 22.–31. März 2019) (644.000 Exemplare) |
| 2018      | Griet Op de Beek                                                    | Gezien de feiten                                                        | Novelle          | Natuur (Bücherwoche 2018: 10.–18. März 2018) |
| 2017      | Herman Koch                                                         | Makkelijk leven                                                         | Novelle          | Verboden vruchten (Bücherwoche 2017: 25. März - 2. April 2017) |
| 2016      | Esther Gerritsen                                                    | Broer                                                                   | Novelle          | Deutschland, was ich noch zu sagen hätte |
| 2015      | Dimitri Verhulst                                                    | De zomer hou je ook niet tegen                                          | Roman            | Waanzin, te gek voor woorden |
| 2014      | Tommy Wieringa                                                      | Een mooie jonge vrouw                                                   | Roman            | Reisen |
| 2013      | Kees van Kooten                                                     | De verrekijker                                                          | Novelle          | Gouden Tijden, Zwarte Bladzijden – Goldene Zeiten, schwarze Seiten |
| 2012      | Tom Lanoye                                                          | Heldere hemel                                                           | Novelle          | Vriendschap en andere ongemakken – Freundschaft und andere Unannehmlichkeiten |
| 2011      | Kader Abdolah                                                       | De kraai                                                                |                  | Curriculum Vitae – Geschriebene Porträts |
| 2010      | Joost Zwagerman                                                     | Duel                                                                    | Novelle          | Jung sein: Das Kind, die Jugend, der Jüngere |
| 2009      | Tim Krabbé                                                          | Een tafel vol vlinders                                                  |                  | Tschiep Tschiep – Der literarische Zoo |
| 2008      | Bernlef                                                             | De pianoman                                                             | Novelle          | Von alten Menschen… – Das dritte Lebensalter und die Literatur |
| 2007      | Geert Mak                                                           | De brug / Köprü                                                         |                  | Lob der Torheit – Scherz, Satire und Ironie; wurde auch auf Türkisch herausgegeben |
| 2006      | Arthur Japin                                                        | De grote wereld                                                         | Novelle          | Bumm Paukenschlag – Schriftsteller und Musik |
| 2005      | Jan Wolkers                                                         | Zomerhitte                                                              | Novelle          | Spiegel der Lage Landen – Onze geschiedenis |
| 2004      | Thomas Rosenboom                                                    | Spitzen                                                                 | Novelle          | Frankreich |
| 2003      | Ronald Giphart                                                      | Gala                                                                    | Novelle          | Styx – Leben und Tod in der Literatur |
| 2002      | Anna Enquist                                                        | De ijsdragers                                                           | Novelle          | Hebban olla vogala nestas – Gedichte und Geschichten über die Liebe |
| 2001      | Salman Rushdie                                                      | Woede                                                                   | Novelle          | Das Herkunftsland – Schreiben zwischen zwei Kulturen |
| 2000      | Harry Mulisch                                                       | Het theater, de brief en de waarheid                                    | Novelle          | Lectori Salutem – Geschichten aus dem klassischen Altertum |
| 1999      | Connie Palmen                                                       | De erfenis                                                              | Novelle          | Familienalbum – Eltern und Kinder in der Literatur |
| 1998      | Arnon Grunberg                                                      | De heilige Antonio                                                      | Novelle          | Panorama Niederlande – Stadt und Land in Prosa und Poesie |
| 1997      | Renate Dorrestein                                                   | Want dit is mijn lichaam                                                |                  | Mein Gott – Religion und religiöse Gefühle in der Literatur |
| 1996      | Adriaan van Dis                                                     | Palmwijn                                                                | Novelle          | Ewiges El Dorado – Lateinamerika und die Karibik |
| 1995      | Leon de Winter                                                      | Serenade                                                                | Novelle          | Der fünfzigste Mai – Der Zweite Weltkrieg in der Literatur |
| 1994      | Hella S. Haasse                                                     | Transit                                                                 |                  | Poesie Zentral |
| 1993      | Willem Frederik Hermans                                             | In de mist van het schimmenrijk                                         | Novelle          | Das geschriebene Leben – Tagebücher, Briefe und Biographien |
| 1992      | A.F.Th. van der Heijden                                             | Weerborstels                                                            | Novelle          | Insulindes Prachtreich – Niederländisch-Indien |
| 1991      | Cees Nooteboom                                                      | Het volgende verhaal                                                    | Reiseerzählung   | Schriftsteller auf Reisen |
| 1990      | F. Springer                                                         | Sterremeer                                                              | Novelle          | Von Büchern kriegt man nie genug |
| 1989      | Hugo Claus                                                          | De zwaardvis                                                            | Novelle          | Buch und Film |
| 1988      | Maarten Biesheuvel                                                  | Een overtollig mens                                                     | Novelle          | Niederlande – Flandern |
| 1987      | Tessa de Loo                                                        | Het rookoffer                                                           | Novelle          | Amsterdam, Kulturhauptstadt Europas |
| 1986      | Marga Minco                                                         | De glazen brug                                                          | Novelle          | Von Büchern kriegt man nie genug |
| 1985      | Remco Campert                                                       | Sombermans Actie                                                        | Erzählung        | Goldene Bücherwoche (fünfzigtes Jubiläum) |
| 1984      | Maarten ’t Hart                                                     | De Ortolaan                                                             | Novelle          | Wer liest, erlebt mehr |
| 1983      | Wim Kan                                                             | Soms denk ik wel eens bij mijzelf…                                      |                  | Freie Zeit? – Ein Buch hilft! |
| 1982      | Marten Toonder                                                      | De andere wereld                                                        | Comicstrip       | Bücher bleiben |
| 1981      | Henri Knap                                                          | De ronde van 43                                                         | Novelle          | Ieder zijn eigen boek |
| 1981      | Gerard Reve                                                         | De Vierde Man                                                           | Novelle          | Abgelehnt wegen kontroversieller Passagen |
| 1980      | Janwillem van de Wetering                                           | De verdachte Verheugt                                                   | Krimi            | Beschäftigt mit Büchern |
| 1979      | Simon Carmiggelt & Peter van Straaten                               | Mooi kado                                                               |                  | Bücher an Bändern |
| 1978      | Marnix Gijsen                                                       | Overkomst dringend gewenst                                              | Novelle          | Buch und Kommunikation |
| 1977      | Mies Bouhuys, Herman van Run en Nico Scheepmaker                    | Even geduld AUB                                                         |                  | Buch und Fernsehen |
| 1976      | Hermine Heijermans (Zusammenstellung)                               | Snikken en smartlapjes                                                  | Gedichte         | Buch und Musik |
| 1975      | Cees Buddingh                                                       | Bericht aan de reizigers                                                | Novelle          | Reisen und lesen |
| 1974      | Louis Couperus (Zusammenstellung Karel Reijnders)                   | Als ik, bijvoorbeeld de geest van mijn moeder op den rand van mijn bed… | bloemlezing      | Couperus |
| 1973      | Bertus Aafjes                                                       | Een lampion voor een blinde                                             | Novelle          | Literatur und Jazz |
| 1972      | Peter van Lindonk                                                   | Poësie                                                                  | Gedichte         | Poesie |
| 1971      | D.H. Couvee                                                         | Protest per prent                                                       | Comicroman       | Protest |
| 1970      | Jan Gerhard Toonder                                                 | Kasteel in Ierland                                                      | Novelle          | |
| 1969      | Hubert Lampo                                                        | De goden moeten hun getal hebben                                        | Novelle          | |
| 1968      | Max Dendermonde                                                     | Kom eens om een keizer                                                  | Novelle          | |
| 1967      | Jan de Hartog                                                       | Herinneringen van een bramzijgertje                                     | Novelle          | Noch nie wurde so viel gelesen |
| 1966      | Theun de Vries                                                      | Het zwaard, de zee en het valse hart                                    | Novelle          | Lesen ist fein |
| 1965      | Harry Paape                                                         | De Geuzen                                                               | Novelle          | |
| 1964      | Robert van Gulik                                                    | Vier vingers                                                            | Krimi            | |
| 1963      | Jacques Presser                                                     | Europa in een boek                                                      |                  | Europa und das Buch |
| 1962      | Anton Koolhaas                                                      | Een schot in de lucht                                                   |                  | Das niederländische und das flämische Buch |
| 1961      | Agaath van Ree                                                      | De onbekende uren                                                       | Novelle          | |
| 1960      | Elisabeth Keesing                                                   | De zalenman                                                             | Novelle          | 25. Bücherwoche |
| 1959      | Hella S. Haasse                                                     | Dat weet ik zelf niet                                                   | essay            | |
| 1958      | August Defresne                                                     | Het gehucht                                                             | Novelle          | |
| 1957      | Jacques Presser                                                     | De nacht der Girondijnen                                                | Novelle          | |
| 1956      | P.H. Ritter jr.                                                     | Ontmoetingen met schrijvers                                             | Portraits        | |
| 1955      | Clare Lennart                                                       | Op schrijversvoeten door Nederland                                      |                  | |
| 1954      | Jacques den Haan, Adriaan Morriën, Charles Boost (Zusammenstellung) | Goed geboekt                                                            |                  | |
| 1953      | Anthonie Donker                                                     | Tien verhalen                                                           | Erzählungen      | |
| 1952      | Manuel van Loggem                                                   | Insecten in plastic                                                     | Novelle          | |
| 1951      | Olaf J. de Landell                                                  | De porseleintafel                                                       | Novelle          | |
| 1950      | Marianne Philips                                                    | De zaak Beukenoot                                                       | Novelle          | |
| 1949      | Clare Lennart                                                       | Twee negerpopjes                                                        | Novelle          | |
| 1948      | Hella S.Haasse                                                      | Oeroeg                                                                  | Novelle          | |
| 1947      | Antoon Coolen                                                       | De ontmoeting                                                           | Novelle          | |
| 1946      |                                                                     | Het kleine geschenk                                                     |                  | |
| 1942–1945 | Keine Bücherwoche                                                   |                                                                         |                  | |
| 1941      | Emmy van Lokhorst en Victor E. van Vriesland (Redaktion)            | Novellen und Gedichte                                                   |                  | Nach einem Tag auf Befehl des SD zurückgezogen |
| 1940      | Egbert Eewijck, Jan Campert en M. Vasalis                           | De Getuige, Deez’ kleine Hand, Onweer                                   | Drei Novellen    | |
| 1939      | Antoon Coolen, Augusta de Wit en Johan van der Woude                | Huwelijk, Liefde en geweld langs den Barito, Afgesloten balans          | Drei Novellen    | |
| 1938      | F. Bordewijk, Marie Koenen en Marianne Philips                      | Huis te Huur, Het Friesche goud – Anno 1656, De Koningsweg              | drei Erzählungen | |
| 1937      | Eduard Elias (Redaktion)                                            | Rondom het Boek 1937                                                    |                  | |
| 1935/36   | Roel Houwink (Redaktion)                                            | Rondom het Boek 1935 und 1936                                           |                  | |
| 1934      | C.J. Kelk (Zusammenstellung)                                        | 12 portretten van Nederlandsche auteurs                                 |                  | Photos, Bibliografie und Biographie der Schriftsteller Antoon Coolen, Johan Fabricius, Diet Kramer, A. Viruly, Anthonie Donker, A. den Doolaard, Leo Ott, Eva Raedt-de Canter, C.J. Kelk, Madelon Székely-Lulofs, Fré Dommisse und G. van Nes-Uilkens. |
| 1933      | C.J. Kelk (Zusammenstellung)                                        | Herinneringen aan Nederlandsche Schrijvers                              |                  | |
| 1932      | A.M.E. van Dishoeck, C. Veth en C.J. Kelk (Zusammenstellung)        | Bijdragen van Nederlandsche schrijvers en schrijfsters                  |                  | Erstes offizielles Boekenweekgeschenk |
| 1931      | Keine Bücherwoche                                                   |                                                                         |                  | |
| 1930      | Johan Tersteeg                                                      | De uitgever en zijn bedrijf                                             |                  | Jubiläumsbuch anlässlich des fünfzigjährigen Bestehens des Nederlandsche Uitgeversbond |

## Die Entwicklung der Druckauflagen für die Bücherwochengeschenke
Die Auflagen der Bücherwochengeschenke stiegen im Laufe der Jahre mehr oder minder stetig an. Im Anfangsjahr 1930 startete man mit einer Druckauflage von 35.000 Exemplaren. 2010 waren 1.000.000 Exemplare erreicht. Gegenwärtig liegt die Auflage zwischen 650.000 und 750.000 bei einer Einwohnerzahl von 23,5 Millionen (Einwohner Niederlande + Flandern, 2015). Die Auflage des Boekenweekessays liegt zwischen 40.000 und 60.000 Exemplaren.
- 1930: 35.000 Exemplare
- 1935  29.000 Exemplare
- 1940: 50.000 Exemplare
- 1942–1945: 0 Exemplare
- 1950: 130.000 Exemplare
- 1955: 137.000 Exemplare
- 1960: 175.000 Exemplare
- 1965: 217.500 Exemplare
- 1970: 210.000 Exemplare
- 1975: 330.000 Exemplare
- 1980: 415.000 Exemplare
- 1985: 400.000 Exemplare
- 1990: 505.000 Exemplare
- 1995: 585.000 Exemplare
- 2000: 768.000 Exemplare
- 2005: 750.000 Exemplare
- 2010: 1.000.000 Exemplare
- 2015: 723.000 Exemplare

## Übersicht Boekenweekessay
Seit der Bücherwoche 1987 wird von der Stiftung CPNB (= Stichting Collectieve Propaganda van het Nederlandse Boek; deutsch: Stiftung Kollektive Propaganda für das Niederländische Buch) neben dem Autor für das Boekenweekgeschenk auch ein Essayist oder eine Essayistin für das Boekenweekessay gesucht.
| Jahr | Autor | Titel | Thema                                                                     |
| ---- | --- | --- | ------------------------------------------------------------------------- |
| 2020 | – | – | –                                                                         |
| 2019 | Murat Isik | Mijn moeders strijd (75.500 Exemplare) | De moeder de vrouw                                                        |
| 2018 | Jan Terlouw | Natuurlijk | Natuur                                                                    |
| 2017 | Connie Palmen | – | Verboden vruchten                                                         |
| 2016 | David van Reybrouck | Zink | Duitsland                                                                 |
| 2015 | Pieter Steinz | Waanzin in de wereldliteratuur | „Dolhuys van de wereldliteratuur“                                         |
| 2014 | Jelle Brandt Corstius | Arctisch dagboek | Ondertussen ergens anders – Reizen                                        |
| 2013 | Nelleke Noordervliet | De leeuw en zijn hemd | Gouden tijden, zwarte bladzijden                                          |
| 2012 | Nico Dijkshoorn | Verder alles goed | Vriendschap                                                               |
| 2011 | Christine Otten und Erik Kessels | Good Luck | Geschreven portretten                                                     |
| 2010 | 75 Autoren, darunter A. Benali, Bernlef, R. Campert, A. van Dis, A.F.Th. v.d. Heijden, A. Japin, G. Komrij, H. Koch, G.Kuijer, Ch. Mutsaers … | weitere Autoren: C. Palmen, R. Vuijsje, T. Wieringa und J. Zwagerman – Titaantjes waren we (die Autoren schrieben jeweils einen Brief an ihr jüngeres „Ich“) | Titaantjes – Opgroeien in de letteren                                     |
| 2009 | Midas Dekkers | Piep. Een kleine biologie der letteren | TJIELP TJIELP – De literaire zoo                                          |
| 2008 | Renate Dorrestein | Laat me niet alleen | Van oude menschen… – De derde leeftijd en de letteren                     |
| 2007 | Kees Fens | Op weg naar het schavot | Lof der zotheid – Scherts, satire en ironie                               |
| 2006 | Paul Witteman | Erfstukken | BOEM! Paukeslag – Schrijvers en muziek                                    |
| 2005 | Henk van Os | Moederlandse geschiedenis | Spiegel van de lage landen                                                |
| 2004 | Adriaan van Dis | Onder het zink. Un abécédaire de Paris. | Frankrijk                                                                 |
| 2003 | Boudewijn Büch, Kristien Hemmerechts, Bert Keizer, Nico ter Linden                                                                            | Vier visies op de dood | Styx – leven en dood in de letteren                                       |
| 2002 | Marek van der Jagt (Arnon Grunberg) | Monogaam | Habban olla vogala nestas – Verhalen en gedichten over de liefde          |
| 2001 | Hafid Bouazza | Een beer in bontjas | Het land van herkomst – Schrijven tussen twee culturen                    |
| 2000 | | Geen essay, CD-Rom Lectori Salutem. Alle jaren feest: de foto’s van het boekenbal. Boek over de literaire boekenweekgeschenken 1984-200                      | Lectori Salutem – verhalen uit de klassieke oudheid                       |
| 1999 | Remco Campert, Jan Mulder | Familie-album | Familie-album – ouders en kinderen in de literatuur                       |
| 1998 | Geert Mak | Het ontsnapte land | Panorama Nederland – Stad en land in proza en poëzie                      |
| 1997 | Gerrit Komrij | Niet te geloven | Mijn God – Religie en religieus gevoel in de letteren                     |
| 1996 | Carolijn Visser | Het goud van Bonanza | Eeuwig El Dorado – Literatuur uit Latijns-Amerika en het Caribisch gebied |
| 1995 | Jan Wolkers | Zwarte bevrijding | De vijftigste mei – De Tweede Wereldoorlog in de literatuur               |
| 1994 | diverse Autoren | Denkend aan de Dapperstraat (CD-i) | Poëzie centraal                                                           |
| 1993 | Martin van Amerongen | Mijn leven zijn leven | Het leven geschreven – Dagboeken, brieven en biografieën                  |
| 1992 | A. Alberts | Twee jaargetijden minder | 't Prachtig rijk van Insulinde                                            |
| 1991 | Lieve Joris | Een kamer in Caïro | Schrijvers op reis                                                        |
| 1990 | Jan Blokker | De kwadratuur van de Kwattareep | Van boeken krijg je nooit genoeg                                          |
| 1989 | K. Schippers | Het witte Schoolbord | Boek en film                                                              |
| 1988 | Jeroen Brouwers | Sire, er zijn geen Belgen | Nederland – Vlaanderen                                                    |
| 1987 | Rudy Kousbroek | Nederland: een bewoond gordijn | Amsterdam, culturele hoofdstad van Europa                                 |